# Cédula de vinte reais
A cédula de vinte reais (R$ 20,00) foi lançada no Brasil em 2002.
Tem como anverso uma efígie Simbólica da República, interpretada sob a forma de escultura e no versos uma figura de um mico-leão-dourado (Leontopitecus rosalia), primata de pelo alaranjado e cauda longa nativo da Mata Atlântica, que é o símbolo da luta pela preservação das espécies brasileiras ameaçadas de extinção.
As cores predominantes são o amarelo e laranja, e sua dimensão é de 140 por 65 milímetros.
A exemplo da cédula de 2 reais, esta cédula foi lançada com o interesse de tentar facilitar o troco e também traz várias diferenças em relação as anteriores, sendo que esta cédula é a única do padrão a ter a faixa holográfica, bem como a presença do mico-leão dourado e do número 20 em sua marca d'água e o posicionamento do número de série na parte alta da cédula. Na segunda família do Real, a faixa holográfica predominou, porém no número 20 na frente.